# Ballycotton
Ballycotton is een plaats in het Ierse graafschap Cork. De plaats telt 425 inwoners.